# Kato Hibiki
Hibiki Kato (sinh ngày 14 tháng 11 năm 1987) là một cầu thủ bóng đá người Nhật Bản.

## Sự nghiệp câu lạc bộ
Hibiki Kato đã từng chơi cho JEF United Chiba.